# Sonim Technologies
Sonim Technologies ist ein amerikanischer Hersteller von robusten Mobiltelefonen aus San Mateo, Kalifornien.

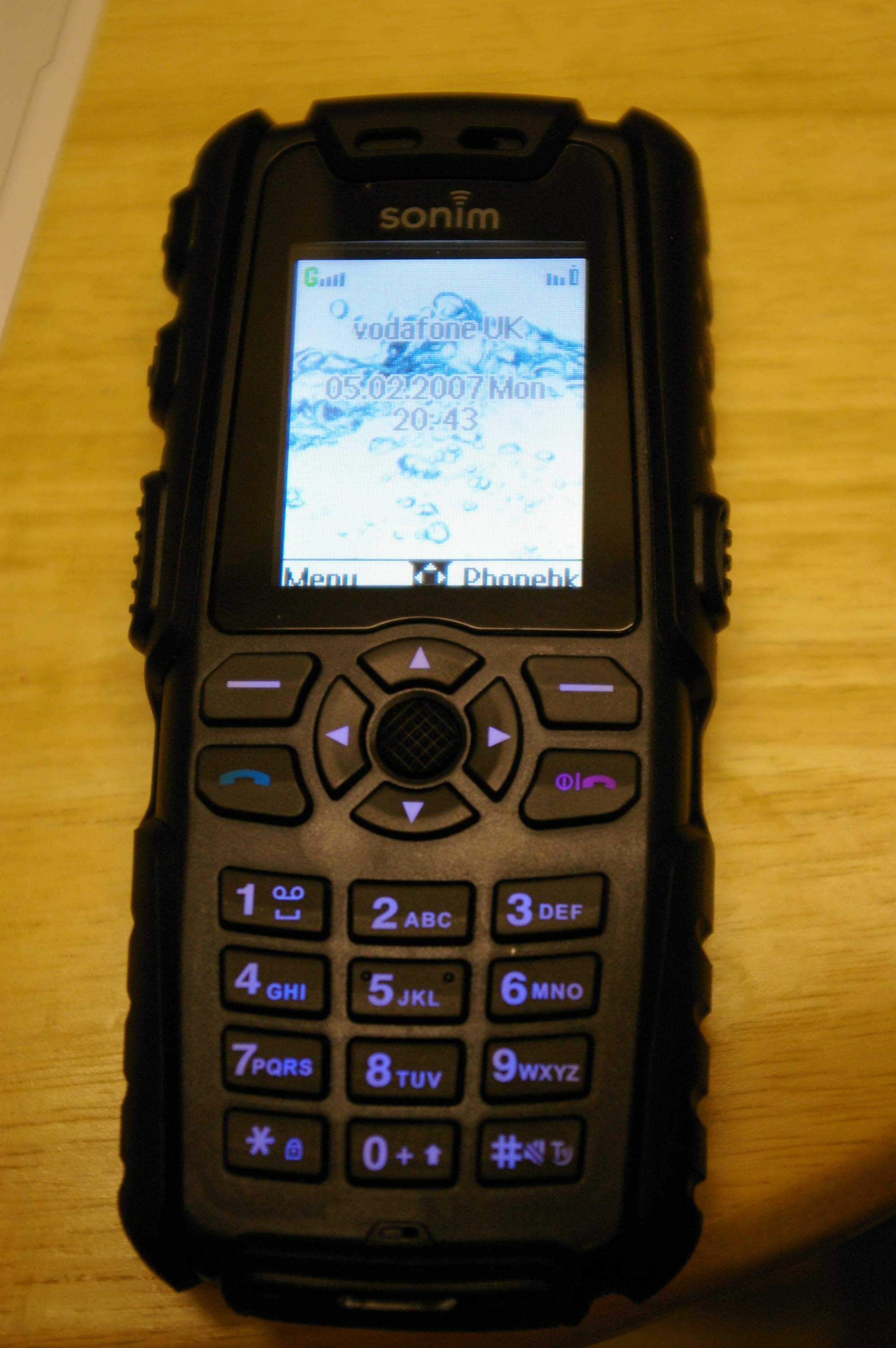
Mobiltelefon Sonim XP3

Das Unternehmen wurde 1999 gegründet und ist vor allem durch seine ultrarobusten Geräte bekannt geworden. Die Geräte werden mit Standards wie IP-68 (staub- und wasserdichte Gehäuse) und dem MIL-STD-810 beworben. Sonim stellt auch die Mobiltelefone von Land Rover her.